# Coniocompsa mindanaoensis
Coniocompsa mindanaoensis är en insektsart som beskrevs av Meinander 1972. Coniocompsa mindanaoensis ingår i släktet Coniocompsa och familjen vaxsländor. Inga underarter finns listade i Catalogue of Life.